# Psellidotus stonei
Psellidotus stonei är en tvåvingeart som först beskrevs av James 1977.  Psellidotus stonei ingår i släktet Psellidotus och familjen vapenflugor. Inga underarter finns listade i Catalogue of Life.